# Richard Burns Rally
Richard Burns Rally (kurz: RBR) ist eine Rennsimulation des englischen Entwicklers Warthog Games. Das Spiel wurde im Jahr 2004 von SCi veröffentlicht und ist nach dem britischen Rallye-Weltmeister Richard Burns benannt, der auch intensiv an der Entwicklung des Spiels beteiligt war.

## Spielprinzip
Die Rennsimulation stellt den Spieler vor die Herausforderung, in verschiedenen Rallye-Events gegen die Zeit der Computergegner zu fahren. Das Spiel enthält Schadensmodelle sowie Richtungsansagen durch einen Copiloten. Es kann zudem mit einem Force-Feedback-Lenkrad gespielt werden.
Das Spiel enthält acht lizenzierte Fahrzeuge, darunter ein Toyota Corolla, Mitsubishi Lancer und Subaru WRX. Das Spiel beinhaltet 13 Computergegner und 36 unterschiedliche Strecken in England, Finnland, Japan, Australien und den USA. Der Spieleinstieg wird dem Spieler in Form einer Rallye-Fahrschule näher gebracht. Im Mehrspielermodus können bis zu vier Spieler abwechselnd im sogenannten Hot Seat um die beste Zeit antreten.

## Entwicklung
Entwickler Warthog hatte zuvor bereits das Rallye-Rennspiel Rally Championship entwickelt, das mit Publisher SCi 2002 für PlayStation 2 und 2003 für GameCube veröffentlicht wurde.
Die Entwicklung von Richard Burns Rally begann im Jahr 2002 und wurde in enger Zusammenarbeit mit Richard Burns, dem Rallye-Weltmeister von 2001, durchgeführt. Burns und sein Copilot Robert Reid haben das Spiel getestet, Verbesserungsvorschläge eingebracht und Sprachaufnahmen eingesprochen. Laut Richard Burns habe man sich entschieden, das Spiel so realistisch wie möglich umzusetzen.
Das Spiel wurde im Juli 2004 von SCi zuerst für PlayStation 2 und Xbox und im September auch für Windows veröffentlicht.

## Rezeption
Richard Burns Rally erhielt überwiegend positive Bewertungen. Das Spiel wurde einerseits für seine anspruchsvolle Schwierigkeit gelobt, zugleich aber auch für die steile Lernkurve und die schwierige Steuerung kritisiert. Laut 4Players wirke das Spiel aber „künstlich auf schwer getrimmt“, um realistischer zu erscheinen, ohne dem selbst gesetzten Realismus-Anspruch tatsächlich voll und ganz gerecht zu werden. Optisch könne sich der Titel zwar laut der Rheinischen Post durchaus sehen lassen, sei aber nicht so schön wie Rallisport Challenge 2, das sich besser für Gelegenheitsspieler eigne.
Das Spielemagazin PC Games lobte in seinem Test den im Vergleich zu Colin McRae Rally 4 hohen Simulations-Anspruch kritisierte aber den behäbigen Spieleinstieg. Insgesamt wurde Richard Burns Rally als „spannendste, weil forderndste Rallye-Erfahrung“ bezeichnet.

„Für Profis das spannendste und anspruchsvollste Rallye-Spiel.“

Der Spieleratgeber-NRW kommt zu dem Schluss, dass Rallye-Fans ab 12 Jahren mit dem Spiel klarkommen können, der Spielspaß sich aber erst mit Geduld und Ausdauer erschließt.